# The Time Warrior
A The Time Warrior a Doctor Who sorozat hetvenedik része, amit 1973. december 15. és 1974. január 5. között négy epizódban. Ebben a részben jelent meg először Elisabeth Sladen mint Sarah Jane Smith aki később megjelent a The Sarah Jane Adventures spin-offban, de ebben a részben jelentek meg először a Szontár harcosok, de közülük csak a Linx nevű katonájuk. Valamint ebben a részben említik a Doktor szülőbolygójának nevét Gallifrey-t.

## Történet
Egy szupertitkos angol kutatóintézetből egymás után tűnnek el nyomtalanul a tudósok. A Doktor műszere deltarészecskéket jelez: valaki valahol egy tér-idő átvivő készüléket üzemeltet. A Doktor a TARDIS-szal a nyomába ered. Nem tudja azonban, hogy egy potyautas is van az időgépében, Sarah Jane Smith újságírónő, aki így akaratlanul visszamegy a középkorba. Olyan társaságba keveredik, akikről a Doktor azt mondja, "nem ajánlanám őket a Royal Society tagjai közé"...

## Epizódok listája
| Epizód sorszáma | Bemutató napja     | Hossza | Nézők száma (millió) | Formátum             |
| --------------- | ------------------ | ------ | -------------------- | -------------------- |
| 1               | 1973. december 15. | 24:15  | 8,7                  | Pal 2-s videókazetta |
| 2               | 1973. december 22. | 24:10  | 7                    | Pal 2-s videókazetta |
| 3               | 1973. december 29. | 23:30  | 6,6                  | Pal 2-s videókazetta |
| 4               | 1974. január 5.    | 24:57  | 10,6                 | Pal 2-s videókazetta |

## Könyvkiadás
A könyvváltozatát 1978. június 29-én adta ki a Target könyvkiadó.

## Otthoni kiadás
- VHS-en 1989-ben adták ki.
- DVD-n 2007. szeptember 3-án adták ki. Később a Bred for War (benne a régi sorozat Szontáros részei) is dobozban árusítják.

### Fordítás
- Ez a szócikk részben vagy egészben  a   The Time Warrior című angol Wikipédia-szócikk fordításán alapul.  Az eredeti cikk szerkesztőit annak laptörténete sorolja fel. Ez a jelzés csupán a megfogalmazás eredetét és a szerzői jogokat jelzi, nem szolgál a cikkben szereplő információk forrásmegjelöléseként.